# 钠钾合金
鈉鉀合金是鈉（Na）和鉀（K）的合金，英文寫作NaK，常發音成'knack'。值得注意的是它在室溫下為液態。市场上有不同级别的钠钾合金出售。钠鉀合金与空氣和水剧烈反應，使用时必須注意。即使少至1克的钠钾合金仍可造成火災或爆炸。

## 物理性質
含有40%至90%（以重量计）钾的钠钾合金在室温下为液体。其中熔点最低的合金（低共熔混合物）含有78%的钾与22%的钠，在 -12.6 到 785 °C 都为液态，21和100°C时的密度分别为 866 kg/m³ 和 855 kg/m³，比水略輕。鈉鉀合金與水產生劇烈反應，需被儲存於己烷或其它碳氫化合物裡。若有高純度及低氧化需求，也可儲存於鈍氣之中（通常是乾燥的氮氣或是氬氣）。
當鈉鉀合金曝露於空氣中時，表層將產生黃色的超氧化鉀，可能會起火燃燒。這個超氧化物會與有機物起爆炸性反應。鈉鉀合金密度不高，會浮於多數碳水化合物上，但沉於較輕的礦物油中。需要注意的是，若表層有超氧化物，將鈉鉀化物以此方式保存並不安全。
鈉鉀合金的表面張力非常高，所以液滴會形成小圓麵包狀。它的熱容982 J/(kg.K)約為水的四分之一，但是熱傳速率比水快，因為有著較高的熱傳係數。

## 使用

### 冷卻劑
钠钾合金可作为冷却剂应用于實驗室的快中子反应器（Fast neutron reactor）中。不同於商業化的設備，這需要頻繁的關閉和抽油(defuel)。使用鉛或純鈉，在實際反應器中使用的其他的材料，將需要持續加熱冷卻劑以使之保持液態。使用NaK即克服此問題。因此，NaK 在其他許多熱傳導應用中使用。
蘇聯RORSAT雷達衛星即是由NAK-冷卻反應器提供動力。除了寬的液態溫度範圍之外，重要的是在真空中，NAK有非常低的蒸氣壓。但是一些冷卻劑洩漏時，NaK飛沫將造成嚴重的太空垃圾危害。

### 反應試劑
鈉鉀合金也可以作為許多反應的試劑，包括合成異丁苯丙酸的前體。

### 乾燥劑
钠和钾都可用于干燥蒸馏前的溶剂，但不加热时，反应仅限于固体表面发生。随着反应进行，氧化物的生成也减慢了反应速率。钠钾合金作为干燥剂则可避免以上问题，能作为金属有机化學中常用的干燥剂、除氧试剂、还原剂等，在金属有机化學中有着很大的优势，用途很广。

## 危险性
接触水、氧气、卤素、氧化剂、酸、二氧化碳、四氯化碳、氯仿、二氯甲烷及氯甲烷等能引起燃烧爆炸。
处置方法：乾砂、石粉、乾土; 不可接觸水、泡沫、四氯化碳和二氧化碳。

## 制备方法
在氩气保护下，将新剪开的金属钾和金属钠按质量比为3：1的比例投入到反应瓶中，逐渐摇晃，两种金属表面逐渐液化，继续摇晃至完全液化，得液态钠钾合金。